# Halichoeres bivittatus
A Halichoeres bivittatus az Atlanti-óceán nyugati részének sekély, trópusi vizeiben honos ajakoshalféle.

## Leírás
A Halichoeres bivittatus kis hal, maximális hossza körülbelül 35 cm. Teste vékony és hosszú, szája végállású, élete során a testszínének három fázisa van:
1. A kezdeti szakasz az, amikor a fiatalból nőstény lesz. Testének színe főleg fehér, rózsaszín árnyalattal, az oldalán két sötét csík található. A középső rész általában fekete, az orrtól és a szemen keresztül a farok tövéig. A második egy halvány oldalsó csík lejjebb. A felső csík tartalmaz egy kétszínű (zöld és sárga, amely később feketévé válik) foltot, ahol keresztezi a kopoltyúk szélét (ez minden fázisban jelen van).
2. A fiatalkori szakasz. A test általában fehér, még mindig jelen van a két csík és a folt a mellúszóig, mint a kezdeti fázisban.
3. A végső fázis az, amikor a hal hímmé válik, így a színe zöld lesz, két sötét csíkkal. A fejet és a farkat rózsaszín vonalak borítják és egy kis fekete pont egészen a mellúszóig.[1]

## Elterjedés és élőhely
A Halichoeres bivittatus az Atlanti-óceán nyugati részének trópusi és szubtrópusi vizeiben él az Észak-Karolinától Bermudáig és Brazíliáig terjedő területen, beleértve a Mexikói-öblöt és a Karib-tenger területét is.
Általában 1-15 méter (3,3-49,2 láb) közötti mélységben zátonyokhoz közeli helyeken él, viszont a tengerifűben nem túl gyakori.

## Biológia
A víz fenekén élő gerinctelen állatokkal táplálkozik, beleértve a rákokat, kis halakat, tengeri sünöket, kígyókarúakat, soksertéjűeket és a csigákat.
Protogén hermafrodita (amelyik egyed nősténynek születik, később élete során átváltozik hímmé). Észak-Karolinában a hímek ideiglenes területeket védenek, májusban és júniusban a párzás csúcspontján. A párosodás jellemzően a nőstények és a terminális fázisú hímek között történik; a kezdeti fázisban lévő hímek időnként megpróbálnak beilleszkedni a párosodásba.

## Állapot és fenyegetések
A faj széles körben elterjedt és nagyon gyakori a Karib-térségben és Floridában (bár nem gyakori Brazília északkeleti részén). Komoly veszélyforrások nincsenek erre a fajra, és a populáció alakulása sem ismert. Az IUCN a nem fenyegetett fajok közé sorolja.

## Fordítás
- Ez a szócikk részben vagy egészben  a   Slippery dick című angol Wikipédia-szócikk ezen változatának fordításán alapul.  Az eredeti cikk szerkesztőit annak laptörténete sorolja fel. Ez a jelzés csupán a megfogalmazás eredetét és a szerzői jogokat jelzi, nem szolgál a cikkben szereplő információk forrásmegjelöléseként.